# Mestno gledališče Ptuj
Mestno gledališče Ptuj (kratica: MGP) je slovensko profesionalno dramsko gledališče, s sedežem na Slovenskem trgu 13 na Ptuju. Gledališče je bilo kot javni zavod Gledališče Ptuj ustanovljeno 4. decembra 1995, prva predstava pa je bila izvedena dva meseca kasneje, 26. februarja 1996. Deluje v zgradbi, kjer je že v preteklosti domovalo profesionalno in ljubiteljsko gledališče.
Gledališče pripravlja lastno produkcijo dramskih uprizoritev in abonmajev, a nima stalnega igralskega ansambla.